# 9573 Matsumotomas
9573 Matsumotomas eller 1988 UC är en asteroid i huvudbältet som upptäcktes den 2 oktober 1988 av de båda japanska astronomerna Kazuro Watanabe och Kin Endate vid Kitami-observatoriet. Den är uppkallad efter Masaru Matsumoto.
Asteroiden har en diameter på ungefär 7 kilometer och den tillhör asteroidgruppen Koronis.